# Carl Steiner (Basketballfunktionär)
Carl Steiner (* 1954 oder 1955) ist ein deutscher Basketballfunktionär und Unternehmer.

## Leben
Steiners Vater Karl gründete 1947 das Unternehmen Steiner-Optik. Carl Steiner, der als Springreiter Mitglied der Bayernauswahl war, übernahm später die Unternehmensleitung.
1970 waren Carl Steiner und sein Bruder Horst entscheidend an der Gründung des Tischtennisvereins TTBG Steiner-Optik Bayreuth beteiligt, dessen Mannschaft in die Bundesliga aufstieg. Horst Steiner übernahm das Präsidentenamt, Carl Steiner fungierte als Vizepräsident.
Die Steiner-Brüder stiegen 1984 als Geldgeber beim damals wirtschaftlich angeschlagenen Basketball-Zweitligisten Olympia USC Bayreuth ein. In den bestehenden Tischtennisverein wurde Basketball als zweite Abteilung hinzugefügt. Später erfolgte die Änderung des Mannschaftsnamens in BG Steiner-Optik Bayreuth, ehe der Name auf Steiner Bayreuth verknappt wurde. Mit Steiners finanzieller Hilfe entwickelte sich Bayreuth zu einer Spitzenmannschaft im deutschen Basketball und wurde 1988 DBB-Pokalsieger sowie 1989 Deutscher Meister und Pokalsieger. 1988 wurden die Steiner-Brüder vom damaligen Oberbürgermeister Dieter Mronz mit der Bayreuth-Medaille in Silber ausgezeichnet. Als sich sein Bruder 1990 aus beruflichen Gründen als Vereinsgeschäftsführer zurückzog, führte Carl Steiner den Verein fortan als Präsident. 1997 zog sich Steiner aus der Vereinsarbeit zurück und fuhr darüber hinaus die durch sein Unternehmen Steiner-Optik geleistete finanzielle Unterstützung zurück, übernahm aber anlässlich seines Abschieds als Präsident den Großteil der Vereinsverbindlichkeiten, die mit künftigen Werbeleistungen zugunsten von Steiner-Optik verrechnet wurden. Die Bayreuther Basketballer stiegen in die zweite Liga ab.
Ab März 2010 brachte er sich als Mitglied des Wirtschaftsbeirates der Bayreuther Bundesligamannschaft ein. Im November 2013 wurde Steiner Mitglied des Aufsichtsrates der Bamberger Basketball GmbH, dem Betreiber des Bundesligisten Brose Bamberg, unterstützte zusätzlich weiterhin die Bayreuther Bundesligamannschaft und trug laut eigener Aussage Ende 2013 gemeinsam mit der Firma Medi dazu bei, dass die Stadt als Bundesliga-Standort gerettet wurde. Im Frühjahr 2014 übernahm er das Amt des Vorsitzenden im neugegründeten Aufsichtsrat der Bayreuther Spielbetrieb-GmbH. Er blieb bis 2016 in Bayreuth im Amt und brachte sich auch später ein, etwa bei der Suche nach einem neuen Geschäftsführer für den Bayreuther Bundesligisten im Jahr 2018, als die Wahl auf Björn Albrecht fiel, der vorher in Bamberg tätig gewesen war. Steiner wurde alleiniger Gesellschafter der Bayreuther Spielbetrieb-GmbH. Am 23. Januar 2023 gab Steiner seinen Rückzug als alleiniger Gesellschafter zum 30. Juni desselben Jahres bekannt.
Sein Sohn Carlo übernahm im August 2025 beim BBC Bayreuth die Leitung der Bereiche Vermarktung und Öffentlichkeitsarbeit.